# Мухаммад Бакир ас-Садр
Великий аятолла́ сейи́д Муха́ммад Ба́кир ас-Садр (آية الله العظمى السيد محمد باقر الصدر), известный также как аш-Шахи́д аль-Ха́мис (пятый мученик) (1 марта 1935 — 9 апреля 1980) — иракский шиитский богослов, правовед, философ, отец-основатель Партии исламского призыва. Родился в районе Багдада Кадимия в Ираке в семье уважаемого и авторитетного шиитского богослова Хайдара ас-Садра. Семья Садров принадлежит к роду сейидов по линии седьмого шиитского непорочного Имама Мусы аль-Казима. Приходится дядей Муктаде ас-Садру и двоюродным братом — Мухаммаду Садику ас-Садру и имаму Мусе Садру. Родная сестра Мухаммада Бакира ас-Садра Амина ас-Садр, известная также как Бинт аль-Худа, была женщиной-учёным, достигшей звания муджтахида в области исламских наук, плодовитым прозаиком и шиитской политической активисткой, боровшейся против режима Саддама Хусейна, вестернизации и феминизма, и выступавшей в защиту прав женщин, гарантированных шариатом.

## Биография
Мухаммаду Бакиру ас-Садру было всего 4 года, когда ушёл из жизни его отец. Впоследствии его воспитывала мать и старший брат Исмаил ас-Садр. После смерти отца семья Садров оказалась в сложном финансовом положении и в 1945 году переехала в священный город эн-Наджаф, где ас-Садр прожил всю свою жизнь. В детстве он был вундеркиндом: уже в десять лет читал лекции по истории ислама, а в возрасте 11 лет начал изучать логику и написал книгу с опровержением взглядов ряда философов. К 25 годам Мухаммад Бакир ас-Садр прошёл полный курс обучения у аятоллы аль-Хои и Мухсина аль-Хакима в традиционной хаузе (шиитской религиозной семинарии) Наджафа, обретя статус муджтахида. После этого он начал преподавать, писать научные труды и активно заниматься политикой.
Так, Мухаммад Бакир ас-Садр принимал активное участие в борьбе против британской оккупации Ирака и освобождению страны от владычества англичан. Затем совместно с сейидом Мухаммадом Бакиром аль-Хакимом он приступил к созданию исламского движения в Ираке. Кроме того, Мухаммад Бакир ас-Садр был активно поддерживал имама Хомейни и его революционные идеи. Всё это повлекло преследования со стороны иракских баасистов, в результате чего Мухаммад Бакир ас-Садр подвергался тюремным заключениям и пыткам. В 1977 году его даже приговорили к пожизненному заключению, однако в силу невероятной популярности ас-Садра в народе властям пришлось освободить его.
В 1980 году Мухаммад Бакир ас-Садр написал труд в поддержку Исламской революции в Иране и позитивно откликнулся на призыв имама Хомейни к иракцам последовать примеру народа Ирана. В Наджафе вспыхнули восстания. За революционные призывы Мухаммад Бакир ас-Садр и его сестра Амина ас-Садр были арестованы. Это произошло в феврале 1980 года, а 8 или 9 апреля того же года они оба были расстреляны. Сообщается, что перед смертью Мухаммада Бакира ас-Садра пытали тем, что лили ему на голову расплавленное железо. Однако на Западе их казнь по понятным причинам не вызвала никакого общественного резонанса и возмущения. Что касается имама Хомейни, то он обратился к исламскому миру с особым посланием, приуроченным к их расстрелу, в котором отметил:

…Шахид аятолла Бакир ас-Садр и его уважаемая сестра, которые были преподавателями исламских наук и учителями нравственности, пали мучениками от рук иракского режима. Мученичество — достояние, которые эти дорогие нам люди унаследовали от их святых предшественников.
Мухаммад Бакир ас-Садр и Амина ас-Садр были похоронены в эн-Наджафе рядом с гробницей имама Али ибн Абу Талиба.

## Научные труды
Мухаммад Бакир ас-Садр оставил после себя немало ценных исследований в следующих областях знания:

### Исламская юриспруденция (фикх)
- «Бухус фи шарх аль-'Урва аль-вуска» — «Исследования по толкованию „Аль-'Урва аль-вуска“, в 4-х томах;
- „Ат-Та’лика 'ала минхадж ас-салихин“ — примечания к книге аятоллы аль-Хакима „Минхадж ас-салихин“ („Путь праведных“);
- „Аль-фатава аль-вадиха“ — „Ясные фетвы“;
- „Ат-та’лика 'ала манасик аль-хадж“ — примечания к книге аятоллы аль-Хои „Обряды хаджа“.
- „Ат-та’лика 'ала салат аль-джум’а“ — „Примечания о пятничной молитве“.

### Основы исламской юриспруденции (илм усул аль-фикх)
- „Дурус фи 'илм аль-усул“ — „Уроки по основам исламской юриспруденции“.
- „Аль-ма’алим аль-джадида ли-л-усул“ — „Новые столпы основ юриспруденции“.
- „Гайат аль-фикр“ — „Вершина (развития) мысли“.
- „Ат-тарих аль-касыр ли-'илм аль-усул“ — „Краткая история 'илм аль-усул“ (переведена на русский язык и издана).

### Философия
- „Фальсафатуна“ — „Наша философия“;
- „Аль-инсан аль-му’асыр ва-ль-мушкила аль-иджтима’иййа“ — „Современный человек как социальная проблема“.

### Логика
„Аль-усус аль-мантыкийа ли-ль-истикра“ — „Логические основания индукции“.

### Теология (калам)
- „Аль-муджаз фи усул ад-дин: аль-Мурсил, ар-Расул, ар-Рисала“ — „Общие принципы религии: Направляющий, Посланник, Послание“;
- „Ат-Ташаййу ва-ль-Ислам: бахс хавла-ль-вилайа“ — „Принятие шиизма и ислам: исследование относительно вилаята“;
- „Аль-бахс хавла аль-Махди“ — „Исследование о Махди“ (переведено на русский язык);
- „Назра 'Амма фи-ль-'ибада“ — „Общий взгляд на поклонение“;

### Экономика
- „Иктисадуна“ — „Наша экономика“
- Аль-банк аль-ла рибави фи-ль-Ислам» — «Беспроцентное банковское дело в Исламе»;
- «Макалат иктисадиййа» — «Экономические эссе».
- «Маза ту’араф 'ан аль-иктисад аль-ислами?» — «Что известно об исламской экономике?»

### Тафсир (кораническая экзегетика)
- «Ат-тафсир аль-мавду’и ли-ль-Кур’ан аль-Карим (аль-мадраса аль-Кур’аниййа)» — «Тематический тафсир Священного Корана (Кораническая школа)»;
- «Бухус фи 'улум аль-Кур’ан» — «Исследования по корановедению»;
- «Макалат Кур’аниййа» — «Коранические эссе».

### История
- «Ахл аль-Бейт: танавву' ахдаф ва вахдат хадаф» — «Ахл аль-Бейт: разнообразие целей и единство (общей) цели»;
- «Аль-Фадак фи-т-тарих» — «Фадак в истории».

### Исламская культура
- «Аль-Ислам йакуд аль-хаййа» — «Ислам регламентирует жизнь»;
- «Аль-мадраса аль-исламиййа» — «Исламская школа»;
- «Рисалатуна» — «Наша миссия»;
- «Макалат ва мухадарат» — «Статьи и лекции».

Помимо данных книг, перу Мухаммада Бакира ас-Садра принадлежит множество статей на разнообразную тематику.

## Политические взгляды
Мухаммад Бакир ас-Садр разработал свою собственную политическую теорию современного исламского государства, которой он дал наименование «вилаят аль-умма» («правление общины»). Обращаясь к коранической экзегетике, он отмечает, что в Коране есть два ключевых политических термина — халифат аль-инсан (наместничество человека) и шахадат аль-анбийа (свидетельство пророков). По мнению ас-Садра, в мировой истории сосуществуют эти две линии: человеческая и пророческая. Люди наследуют землю от Аллаха, а Пророки, непорочные Имамы и великие шиитские учёные (мараджи') являются Его свидетелями.
На основании этого ас-Садр считал, что халифат (правление) принадлежит человечеству, а потому критерием легитимности власти является мнение народа. По мнению философа, во время большого Сокрытия имама аль-Махди право на правление принадлежит народной общине, а шиитские муджтахиды являются свидетелями относительно процесса народного самоуправления. Мухаммад Бакир ас-Садр придерживался точки зрения, согласно которой ислам не приемлет монархию, любые формы диктатуры и правления аристократии; что касается народной демократии, то исламская политическая система содержит в себе её позитивные аспекты.

## Вклад в экономику
«Иктисадуна» («Наша экономика») — главный труд Мухаммада Бакира ас-Садра по экономике, написанный между 1960 и 1961 годами. В данной книге мыслитель критикует обе экономические модели — и капиталистическую, и социалистическую, предлагая альтернативный третий путь в экономике. Ас-Садр также отрицает, что исламская экономика включает в себя аспекты двух этих систем, отмечая, что каждая из них возникла на базе определённой идеологии, в то время как исламская экономическая модель является абсолютно автономной и независимой, ибо зиждется на указаниях, данных в Коране и Сунне.
Многие идеи, изложенные Мухаммадом Бакиром ас-Садром в книге «Наша экономика», легли в основу современного исламского банкинга.

## Использованные ресурсы
- The Super Genius Personality of Islam  // Imam Reza Network
- * Мухаммад Бакир ас-Садр. История илм аль-усул. Москва, «Исток», 2009.
- T.M. Aziz Islamic Perspective of Political Economy: The Views of (late) Muhammad Baqir al-Sadr  (недоступная ссылка)